# كاندالو
كاندالو هي قرية في تيروتشيرابالي تالوك في منطقة تيروتشيرابالي في تاميل نادو، الهند. 

## التركيبة السكانية
وفقا لتعداد عام 2001 فقد كان عدد سكان كاندالة 1022 نسمة ينقسمون إلى 512 من الذكور و 510 من الإناث. كانت نسبة الجنس 996 ومعدل الإلمام بالقراءة والكتابة 74.64.[بحاجة لمصدر]